# 業務用食品
業務用食品（ぎょうむようしょくひん）は、特に飲食店など小売業者による使用を目的に設計され、販売される食品。業務用食材ともいう。
包装が簡素で、家庭用に比べ内容量が多く、単位量当たりの価格は比較的安価である。

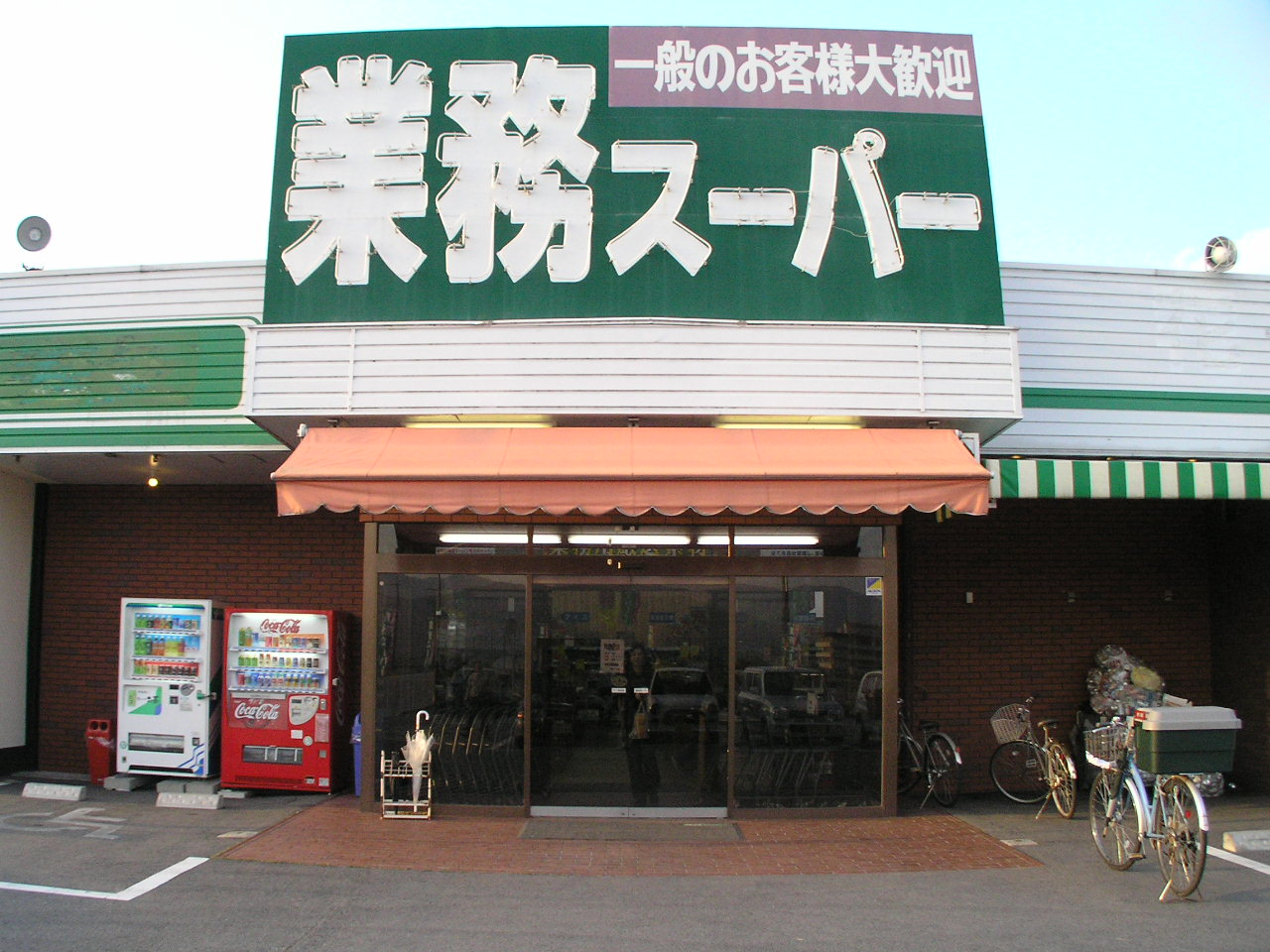
日本で有名な「業務スーパー」は、神戸物産が展開する店舗の商標である。兵庫県丹波篠山市

## 概要
もともとは外食・中食業者向けに卸売の形で提供されていたが、最近では業務用スーパーマーケットなどで一般消費者も簡単に手に入れることが可能である。
簡単な調理で提供できるように、洗浄や切り分け、下茹でなどの下ごしらえを済ませた野菜や魚介類、肉類といった素材系の業務用食品や、ハンバーグなどに見られる調理済みのレトルト業務用食品、ソースや油類などがある。冷凍食品としての加工がされているものが多い。ソテー済みのタマネギなど家庭用としては手に入りにくい独特の商品も存在する。
業務用スーパーマーケットと呼ばれる業務用食品を主に扱う店もある。喫茶店や居酒屋などの小規模な飲食店が本来の顧客であるが、一般の消費者も利用できる店が多い。会員制となっている場合がある。なお、「業務スーパー」という名称は神戸物産の商標である。またそれとは関係ない企業フジタカコーポレーション、アクト中食 が運営している名前が類似した店舗に、「業務用食品スーパー」という店舗もある。

## 参考資料
- 田中左千夫「業務用スーパー人気―割安 独特の品揃え」（読売新聞 2009年6月29日）